# Chorley
Chorley é uma localidade do Condado de Lancashire, na Inglaterra.

## Personalidades
- Henry Tate (1819-1899), empresário, filantropo e colecionador de arte.
- Walter Norman Haworth (1883-1950), prémio Nobel da Química de 1937.
- Anna Hopkin (1996), nadadora olímpica.